# Сома-лока
Сома-лока (санскр. Soma-loka «мир, небо Сомы») — в индийской мифологической космографии одно из семи или восьми небес («лок»). По учению философских школ Санкхья и Веданта, Сома-лока является третьим сверху (из восьми), и в нём находятся месяц (Сома) и планеты.
Выше его лежат только самое верхнее Брахма-лока (небо высших божеств) и Питр-лока (небо «родителей, отцов», в котором пребывают предки, мудрецы-рши и прародители — праджапати). Ниже его лежит Индра-лока (небо низших божеств) и остальные лока, последним из которых является Пишача-лока (небо низших злых духов).